# Sabarlah Sayang
Sabarlah Sayang(진정해요 내사랑)은 말레이시아의 가수 람라 람의 정규 1집이자, 데뷔 앨범이다. 이전에 1985년 빈탕 HMI의 우승자였으며, 국가 음악인 아흐마드 나와브의 도움을 받아 이 앨범을 냈다. 1986년 나와브 프로덕션즈를 통해 레코드판과 테이프의 형태로 발매되었으며, 2009년 레코드판의 원곡들 형태로 하여 다시 발매되었다.
타이틀곡은 없지만, 2번 트랙으로 앨범명과 동명의 곡 "Sabarlah Sayang(진정해요 내사랑)"이 사실상의 타이틀 곡 역할을 한다. 네이버에는 1번 트랙 "Indahnya Dunia Cintamu(아름다운 그대 사랑의 세상)"이 타이틀 곡이라 나와 있지만 이는 잘못된 정보이며, 대중들에게 기억조차 잘 되지 않는 노래이다. "Sabarlah Sayang" 이외에도 "Di Hati Ini(이 마음 속에)", "Hanya Sebagai Kawan(오로지 벗으로서)", "Betapa Sayangnya Aku(내가 얼마나 그대를 사랑하는가)" 등의 노래가 인기를 끌었다. 큰 인기를 끌지는 못했지만, 이 앨범은 대중들에게 있어 그녀의 이름을 각인시켜주는 계기가 되었다.
아흐마드 나와브의 역할은 매우 컸으며, 5번 트랙 "Belum Waktunya(아직 시간이 되지 않았어요)", "Betapa Sayangnya Aku", 10번 트랙 "Izinkanlah(허락해 주세요)"를 제외한 나머지 곡들은 나와브에 의해 작곡되었다. "Sepi Mengubah Janji(약속을 바꾸는 외로움; 7번 트랙)"처럼 발라드도 있고 "Izinkanlah"처럼 당둣도 있지만, 앨범의 전체적인 장르는 재즈(스윙)이다.

## 수록곡

### 레코드판/테이프 버전 (1986년 발매)

#### A면 (SIDE A)
| 트랙 | 곡명                                               | 작사       | 작곡            | 길이 |
| ---- | -------------------------------------------------- | ---------- | --------------- | ---- |
| 1    | Indahnya Dunia Cintamu (아름다운 그대 사랑의 세상) | 루흐만 S.  | 아흐마드 나와브 | 4:19 |
| 2    | Sabarlah Sayang (진정해요 내사랑)                  | 달리아     | 아흐마드 나와브 | 4:14 |
| 3    | Sama-sama Rindu (똑같은 그리움)                    | 달리아     | 아흐마드 나와브 | 3:20 |
| 4    | Di Hati Ini (이 마음 속에)                         | 루흐만 S.  | 아흐마드 나와브 | 4:54 |
| 5    | Belum Waktunya (아직 시간이 되지 않았어요)         | 누르아즈린 | S. 아탄         | 4:06 |

#### B면 (SIDE B)
| 트랙 | 곡명                                                 | 작사      | 작곡            | 길이 |
| ---- | ---------------------------------------------------- | --------- | --------------- | ---- |
| 1    | Hanya Sebagai Kawan (오로지 벗으로서)                | 루흐만 S. | 아흐마드 나와브 | 5:20 |
| 2    | Sepi Mengubah Janji (약속을 바꾸는 외로움)           | 루흐만 S. | 아흐마드 나와브 | 3:30 |
| 3    | Aku Pun Demikian (저도 똑같아요)                     | 합사 하산 | 아흐마드 나와브 | 3:29 |
| 4    | Betapa Sayangnya Aku (내가 얼마나 그대를 사랑하는가) | 주위      | 유소프 이스마일 | 4:22 |
| 5    | Izinkanlah (허락해 주세요)                           | 루흐만 S. | S. 아탄         | 3:54 |

### CD 버전 (2009년 발매)
| 트랙 | 곡명                                                 | 작사       | 작곡            | 길이 |
| ---- | ---------------------------------------------------- | ---------- | --------------- | ---- |
| 1    | Indahnya Dunia Cintamu (아름다운 그대 사랑의 세상)   | 루흐만 S.  | 아흐마드 나와브 | 4:19 |
| 2    | Sabarlah Sayang (진정해요 내사랑)                    | 달리아     | 아흐마드 나와브 | 4:14 |
| 3    | Sama-sama Rindu (똑같은 그리움)                      | 달리아     | 아흐마드 나와브 | 3:20 |
| 4    | Di Hati Ini (이 마음 속에)                           | 루흐만 S.  | 아흐마드 나와브 | 4:54 |
| 5    | Belum Waktunya (아직 시간이 되지 않았어요)           | 누르아즈린 | S. 아탄         | 4:06 |
| 6    | Hanya Sebagai Kawan (오로지 벗으로서)                | 루흐만 S.  | 아흐마드 나와브 | 5:20 |
| 7    | Sepi Mengubah Janji (약속을 바꾸는 외로움)           | 루흐만 S.  | 아흐마드 나와브 | 3:30 |
| 8    | Aku Pun Demikian (저도 똑같아요)                     | 합사 하산  | 아흐마드 나와브 | 3:29 |
| 9    | Betapa Sayangnya Aku (내가 얼마나 그대를 사랑하는가) | 주위       | 유소프 이스마일 | 4:22 |
| 10   | Izinkanlah (허락해 주세요)                           | 루흐만 S.  | S. 아탄         | 3:54 |

## 같이 보기
- 아흐마드 나와브
- 람라 람